# Hrubske, Korostîșiv
Hrubske (în ucraineană Грубське) este un sat în comuna Șciîhliivka din raionul Korostîșiv, regiunea Jîtomîr, Ucraina.

## Demografie
Componența lingvistică a localității Hrubske
     Ucraineană (99,24%)
     Alte limbi (0,76%)
Conform recensământului din 2001, majoritatea populației localității Hrubske era vorbitoare de ucraineană (99,24%), existând în minoritate și vorbitori de alte limbi.